# Reginald Zelnik
Reginald Zelnik (ur. 8 maja 1936 w  Nowym Jorku, zm. 17 maja 2004 w Berkeley) – amerykański historyk, badacz dziejów Rosji. 

## Życiorys
Absolwent a następnie wykładowca Stanford University (1966). Był pionierem amerykańskich badań nad rosyjskim światem pracy.

## Wybrane publikacje
- Labor and Society in Tsarist Russia: The Factory Workers of St. Petersburg, 1855–1870, Stanford 1971.
- A Radical Worker in Tsarist Russia: The Autobiography of Semen Kanatchikov, Stanford 1986.
- The fate of Russian Bebel: Semen Ivanovich Kanatchikov, 1905-1940, Pittsburgh 1995.